# Erethistoides sicula
Erethistoides sicula és una espècie de peix de la família Erethistidae i de l'ordre dels siluriformes.

## Morfologia
- Els mascles poden assolir 3,9 cm de longitud total.
- Nombre de vèrtebres: 29-31.[1]

## Hàbitat
És un peix d'aigua dolça i de clima tropical.

## Distribució geogràfica
Es troba a Àsia: conca del riu Mansai (afluent del riu Brahmaputra al nord de Bengala Occidental, l'Índia).